# Zorańka
Zorańka (biał. Зоранька, ros. Зоренька, do 1966 roku Kobyłki) – wieś na Białorusi, w obwodzie mińskim, w rejonie mołodeckim, w sielsowiecie Połoczany.

## Historia
W czasach zaborów w gminie Połoczany, w powiecie oszmiańskim, w guberni wileńskiej Imperium Rosyjskiego. W 1866 liczyła 314 mieszkańców.
W latach 1921–1945 wieś leżała w Polsce, w województwie wileńskim, w powiecie wołożyńskim, a od 1927 w powiecie mołodeckim, w gminie Połoczany.
W 1931 w 62 domach zamieszkiwało 329 osób.
Wierni należeli do parafii rzymskokatolickiej i prawosławnej w Horodziłowie. Miejscowość podlegała pod Sąd Grodzki w Mołodecznie i Okręgowy w Wilnie; właściwy urząd pocztowy mieścił się w Połoczanach.